# 広瀬伸哉
広瀬 伸哉（ひろせ しんや、1971年 - 1999年3月7日）は、高知県高岡郡佐川町出身の人物。愛光中学校・高等学校卒業。

## 来歴
1990年、日本テレビの『天才・たけしの元気が出るテレビ!!』の「勉強して東大に入ろうね会」という企画へ大学浪人一浪をした時に参加。純朴な地方の秀才でヘマをしては笑いを誘うというキャラクターで人気者になる。第一期「勉強して東大に入ろうね会」の中で、最終的に残った参加者6人で合格発表を見に行き、4人合格、広瀬を含む2人が不合格。二浪を選択し（もう1人の不合格者は上智大学に進学）、第二期「勉強して東大に入ろうね会」で再チャレンジするも、最終的に残った5人のうち、広瀬だけ不合格。
その後、慶應義塾大学経済学部に入学し、在学中の1991年に「広瀬クンの失敗しない受験術」を執筆。その後も『元気が出るテレビ』では新入生のサークル勧誘回や1991年8月4日放送の回で入学後の広瀬がクラブでナンパして遊びまわっている噂を検証する企画を放送したり（デマが結論）、1996年に番組が終了する際には、番組が生んだ人気キャラクターの1人として顔を出し、近況を視聴者に報告した。大学卒業後、東京都で広告代理店を起業したが、東大を諦め切れず社会人となりながらも、東大受験をし続けた。
1999年、28歳のときに雫石スキー場でコース脇の立ち木に激突して死去。その死はスポーツ報知や日本テレビのワイドショーなどで伝えられた。なお、広瀬の葬儀には上記の「東大に入ろうね会」で彼を応援していた高田純次が参列していた。

## エピソード
1991年3月17日放送の『天才・たけしの元気が出るテレビ!!』で、2浪目の東大合格発表で不合格を知った広瀬が大泣きし、慰めた高田純次が広瀬の涙にもらい泣きをした。高田純次がテレビで泣いたのは、これが最初で最後だと言われた。高田自身、高校と大学での受験失敗が大きな挫折となっており、大学受験の悪夢はタレントとして成功してからも何度も見ていたという。
熱狂的な阪神タイガースファンで、阪神ファンのサークルに入っており、よく阪神戦をサークルで応援に行っていた。

## 著書
- 『広瀬クンの失敗しない受験術』二見書房